# Court (gruppo musicale)
Court è un gruppo musicale alternative/progressive rock Italiano, formatosi a Varese nel 1990.

## Storia del gruppo

### I primi anni
Il progetto parte nel 1990, Paolo Lucchina (voce), Mosè Nodari (chitarra), Luigi Bonacina (basso), Andrea Costanza (chitarra) e Francesco Vedani (batteria) formano il gruppo originario.
Ancora diciannovenni i Court sono contattati dall'etichetta tedesca indipendente Music Is Intelligence per la quale nel 1993 pubblicano il primo album And You'll Follow the Winds' Rush 'Till Their Breath Dwells, registrato a Leonberg, a supporto del quale si esibiscono in Germania, Paesi Bassi, Svizzera e Norvegia.
Nel 1997 la band pubblica il secondo lavoro Distances, anch'esso registrato in Germania con l'etichetta Music Is Intelligence e partecipa come ospite musicale ad una puntata della trasmissione televisiva Help, condotta da Red Ronnie. 
Subito dopo l'uscita di Distances, Andrea Costanza abbandona la band e, dopo diversi avvicendamenti, nel 1999 Marco Strobel si unisce alla band in pianta stabile.

### Cambi di formazione e quarto disco
Nel 2003 i Court registrano un demo che contiene le basi del lavoro successivo che però vedrà la luce solamente nel 2007 con il titolo Frost of Watermelon, autoprodotto e registrato presso “La Sauna recording studio” di Varano Borghi.
Nella primavera dello stesso anno il bassista Luigi Bonacina lascia la band per lasciare spazio a Jacopo Favrin. Nella estate successiva i Court intraprendono un tour di venti date negli Stati Uniti che tocca sedici stati, il tour si conclude con un concerto al “The Gig” di Hollywood durante il quale la band è notata da due promoter ed invitata a partecipare al “Los Angeles Music Awards” per i quali ottengo le nomination nelle categorie “Best Alternative Artist” e, soprattutto, “Best Alternative Song” in cui saranno premiati.
Successivamente però anche il cantante Paolo Lucchina lascia la band per motivi personali e viene sostituito da Marco Pedrini.
In parallelo all'attività dal vivo, viene completata presso "La Sauna recording studio" di Varano Borghi insieme ad Andrea Cajelli e Marco Sessa la registrazione dell'album Twenty Flying Kings, costituito in buona parte da rifacimenti di alcuni vecchi brani del gruppo ad eccezione di "Anastasius Epitaph", originariamente registrata con la voce di Ivan Carletta, e della strumentale "The Great Bear Rising". Le registrazioni erano già state quasi interamente completate durante la lavorazione del precedente album con Paolo Lucchina alla voce ma, per scelta del gruppo, le tracce vocali originarie furono rieseguite e registrate dal nuovo cantante. L'album è distribuito dalla Ma.Ra.Cash Records nel 2012.

## Formazione

### Formazione attuale
- Marco Pedrini - voce, flauti, percussioni, tastiera (2010-oggi)
- Jacopo Favrin - basso (2007-oggi)
- Mosè Nodari - chitarra, oboe, flauto (1990-oggi)
- Marco Strobel Ticozzi - chitarra, mandolino (1999-oggi)
- Francesco Vedani - batteria, flauti (1990-oggi)

### Ex componenti
- Paolo Lucchina - voce (1990-2007)
- Luigi Bonacina - basso (1990-2007)
- Andrea Costanza - chitarra (1992-1997)
- Andrea Balliano - chitarra (1996-2000)
- Giorgio Merk Ricordi - chitarra (1997-1999)
- Mino Mereu - voce (2008)

### Session Men
- Giorgio Salvetti - tastiera (1993-1996)
- Alberto Maroni Biroldi - percussioni (1996)

## Discografia
- 1993 - And You'll Follow the Winds' Rush 'Till Their Breath Dwells (WMMS/Music is Intelligence[1][2])
- 1997 - Distances (WMMS/Music is Intelligence[3][4])
- 2007 - Frost of Watermelon (autoprodotto)
- 2012 - Twenty Flying Kings (Ma.Ra.Cash Records)